# Magnus Rydman
Magnus Fredrik Rydman, född 31 juli 1961 i Biskopsgårdens församling i Göteborg, är mest känd som gitarrist och en av fyra låtskrivare i musikgruppen Attentat.

## Biografi
Magnus Rydman startade Attentat tillsammans med ungdomsvännen Mats Jönsson 1978 efter att ha blivit påverkad av den brittiska punkvågen. Rydman har sedan dess varit inspirerad av gitarrister som Steve Jones (Sex Pistols) och Johnny Thunders (New York Dolls), men utvecklat en egen stil med ett komprimerat och explosivt spelsätt. Han har genom åren också spelat i flera andra grupper, till exempel Alias Smith & Jones, glamrockarna Killers och med Anders Karlsmark.
Han är en av upphovsmännen till Tatuerade tårar och Samarin som har använts som filmmusik i filmen Tjenare kungen (2005).